# Hankook Tire
Le groupe Hankook Tire (en coréen : 한국 타이어, hanja : 韓國, /haːn.guk taɪə/) est un fabricant de pneumatiques sud-coréen. Fondé en 1941, le groupe s'appelle Hankook Tire Manufacturing depuis 1968 et produit aussi des batteries, des roues et des plaquettes de freins. C'est le septième fabricant mondial en 2017.

## Historique
- 1941 : fondation de Hankook Tire, c'est le premier fabricant de pneus en Corée
- 1981 : création d'une filiale aux États-Unis
- 1994 : création d'une succursale à Beijing
- 2001 : création du centre de distribution européen de Rotterdam
- 2003 : alliance stratégique avec Michelin
- 2011 : Michelin retire sa participation et met fin à l'alliance[2]
- 2015 : Hankook Tire annonce au salon de Francfort équiper en première monte la nouvelle Audi A4. Après la nouvelle TT en 2014, Hankook Tire s’affirme ici comme un équipementier premium à part entière.

En décembre 2014, Visteon vend pour 3,6 milliards de dollars sa participation de 70 % dans Halla Visteon Climate Control, sa filiale coréenne spécialisée dans la climatisation automobile, au fonds Hahn & Co, et à Hankook, qui prend une participation de 50,5 % dans cette entité.

## Sites de production
La production se fait sur huit sites industriels :
- Geumsan (Corée du Sud)
- Daejeon (Corée du Sud)
- Jiangsu (Chine)
- Jiaxing (Chine)
- Chongqing (Chine)
- Dunaújváros (Hongrie)
- Bekasi (Indonésie)
- Clarksville (Tennessee) (États-Unis)

## Sport

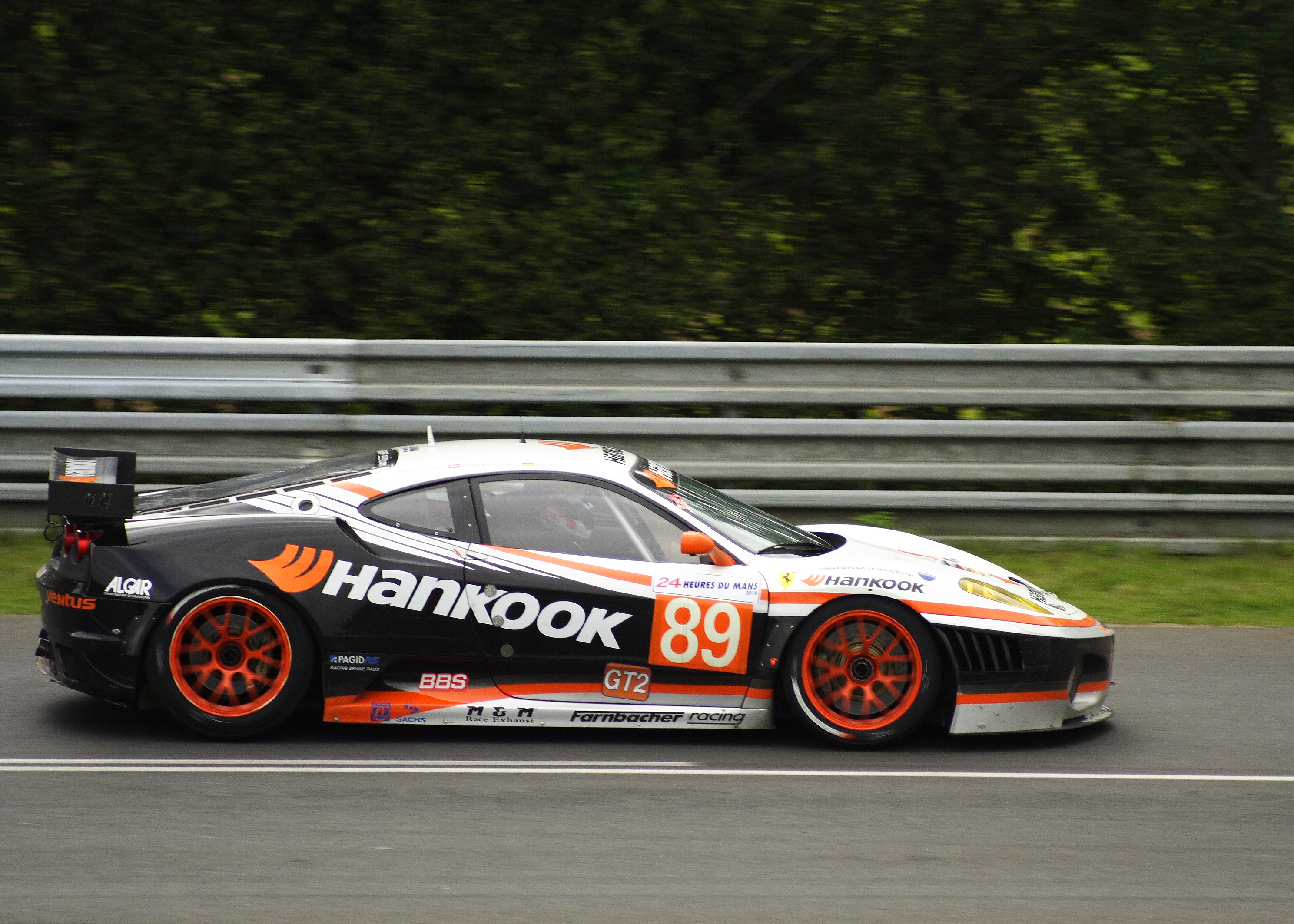
La Ferrari F430 GT du Hankook Tire Team Farnbacher aux 24 Heures du Mans 2010

L'entreprise participe aux "Le Mans Series" et aux "24 Heures du Mans" aux côtés du Farnbacher Racing ainsi qu'au "Super GT" et "Asian Le Mans Series" aux côtés du "Team Hankook KTR".
Hankook Tire est le fournisseur pneumatique de la "F3 Euro Series" à partir de la saison 2012 en DTM depuis 2011.
À partir de la saison 2022-2023 de Formule E, Hankook devient le fournisseur de pneumatiques officiel du championnat de monoplaces électriques.
Hankook prend également la suite de Pirelli comme fournisseur officiel du WRC à compter de la saison 2025